# Mark Harry Diones
Mark Harry Diones (né le 1er mars 1993) est un athlète philippin, spécialiste du triple saut.

## Carrière
Le 1er avril 2017, il porte son record national à 16,70 m à Ilagan, avant de remporter la médaille d'argent lors des Championnats d'Asie 2017 à Bhubaneswar, derrière Zhu Yaming et à égalité de mesure avec Xu Xiaolong.
Lors des Championnats continentaux suivants à Doha, il termine 5e en finale.

## Palmarès
| Date | Compétition         | Lieu        | Résultat | Marque  |
| ---- | ------------------- | ----------- | -------- | ------- |
| 2017 | Championnats d'Asie | Bhubaneswar | 2e       | 16,45 m |
| 2018 | Jeux asiatiques     | Jakarta     | 12e      | 15,72 m |

## Records
| Épreuve     | Épreuve   | Performance  | Lieu   | Date           |
| ----------- | --------- | ------------ | ------ | -------------- |
| Triple saut | Plein air | 16,70 m (NR) | Ilagan | 1er avril 2017 |

- World Athletics